# Џени Берн
Џени Берн (рођена 25.02.1967) је бивша професионална тенисерка из Аустралије која је своју професионалну каријеру започела 1987. године а повукла се 1997. Њена каријера на светској ранг листи јесу 45. место на светској листи у синглу (1989) и 27. место светске листе у дублу (1988). Зарадивши 515.140$ током такмичења у каријери.
Биернова је завршила као другопласирана на такмичењу у мешовитом дублу на Вимблдону 1989. године, у партнерству са Марком Кратцманом. Године 1992. освојила је награду Женске тениске асоцијације као Повратник године. У категорији јуниора, Бернова је освојила титулу и синглу на Отвореном првенству Аустралије и завршила као другопласирана у синглу за девојчице на Вимблдону 1985. године.

## ВТА финале

### Сингл
| Легенда         |   |
| Гренд слем      | 0 |
| ВТА турнири     | 0 |
| Тајер I         | 0 |
| Тајер II        | 0 |
| Тајер III       | 0 |
| Тајер IV и V    | 0 |
| Олимпијске игре | 0 |

| Исход          | No. | Датум        | Турнир              | Површина | Противник у финалу | SРезултат у финалу |
| Другопласирани | 1.  | 14. јун 1992 | Бирмингем, Енглеска | Трава    | Бренда Шулц        | 2–6, 2–6           |

### Doubles 3
| Легенда         |   |
| Гренд слем      | 0 |
| ВТА турнири     | 0 |
| Тајер I         | 0 |
| Тајер II        | 0 |
| Тајер III       | 0 |
| Тајер IV и V    | 0 |
| Олимпијске игре | 0 |

| Титуле на површинама |   |
| Чврста               | 0 |
| Шљака                | 0 |
| Трава                | 0 |
| Карпет               | 0 |

| Исход          | No. | Датум            | Турнир                     | Површина | Партнер        | Противник у финалу              | SРезултат у финалу |
| Другопласирани | 1.  | 9. јануар 1994   | Бризбејн, Аустралија       | Чврста   | Рејчел Мекилан | Лаура Голарса Наталиа Медведева | 3–6, 1–6           |
| Другопласирана | 2.  | 15. фебруар 1994 | Hobart, Аустралија         | Чврста   | Рејчел Мекилан | Линда Вајлд Чанда Рубин         | 5–7, 6–4, 6–7      |
| Другопласирана | 3.  | 6. фебруар 1994  | Окланд класик, Нови Зеланд | Чврста   | Џули Ричардсон | Патриција Ну Боле Мерседес Паз  | 4–6, 6–7           |

### Mixed doubles 1
| Легенда         |   |
| Гренд слем      | 0 |
| ВТА турнири     | 0 |
| Тајер I         | 0 |
| Тајер II        | 0 |
| Тајер III       | 0 |
| Тајер IV и V    | 0 |
| Олимпијске игре | 0 |

| Титуле на површинама |   |
| Чврста               | 0 |
| Шљака                | 0 |
| Трава                | 0 |
| Карпет               | 0 |

| Исход          | No. | Датум | Турнир                       | SПовршина | Партнер       | Противници            | Резултат      |
| Другопласирана | 1.  | 1989  | Вимблдонски турнир, Енглеска | Трава     | Марк Картцман | [Јана Новотна Џим Паг | 4–6, 7–5, 4–6 |